# Главни штаб НОВ и ПО Хрватске
Главни штаб Народноослободилачке војске и партизанских одреда Хрватске био је колективно војно-политичко руководство чији је задатак био организовање устанка, стварање Народноослободилачког покрета (НОП), формирање и командовање јединицама и установама Народноослободилачке војске и партизанских одреда (НОВ и ПО), учешће у стварању и изградњи органа народне власти и делом вршење функције цивилне влати на подручју Хрватске током Народноослободилачког рата од 1941. до 1945. године. Формиран је 19. октобра 1941. као Главни штаб НОП одреда Хрватске, а новембра 1942. је преименован у Главни штаб НОВ и ПО Хрватске. Током читавог постојања Главни штаб Војводине био је потчињен Врховном штабу НОВ и ПО Југославије.

## Историјат
За припремање устанка, формирање и руковођење партизанским јединицама у Хрватској, Централни комитет КП Хрватске је, јуна 1941. године, формирао Оперативно партијско руководство које је имало улогу војног штаба. За чланове Оперативног руководства именовани су: Раде Кончар, секретар ЦК КПХ, за команданта, Владо Поповић, делегат ЦК КПЈ и Врховног штаба НОВЈ, за секретара и Андрија Хебранг.
Руководство је обједињавало дејство свих партизанских јединица са слободне територије Кордуна и Баније преко месних штабова и штабова првих партизанских јединица. Након Саветовања у Столицама, а по директиви Врховног штаба, 19. октобра 1941. године образован је Главни штаб народно-ослободилачких партизанских одреда Хрватске (касније Главни штаб НОВ и ПО Хрватске). Сачињавали су га: командант Иван Рукавина (од 1943. Иван Гошњак), политички комесар Марко Орешковић (од децембра 1941. Владимир Бакарић) и чланови штаба: Станко Опачић, Фрањо Огулинац Сељо, Вељко Ковачевић и Владо Ћетковић.
За поједине области (Банију, Кордун, Лику, северну Хрватску, Славонију, Горски котар и Приморје) формирана су повереништва Централног комитета КПХ, која су се претежно бавила војним питањима. Ова повереништва су убрзо прерасла у војне штабове за те области. Иако је у Далмацији постојао Покрајински комитет, који је организационо био везан за ЦК КПХ, при њему није формиран војни штаб, па је сва војна питања решавао Главни штаб Хрватске.
У свим крајевима Хрватске организатори устанка су били чланови ЦК КП Хрватске и Главног штаба Хрватске, који су радили на стварању локалних војних руководстава, штабова и партизанских јединица. Марко Орешковић је био организатор устанка у Лици, а делом и у Босанској крајини, Павле Пап Шиља и Мирко Ковачевић у Далмацији, Раде Кончар и Јосип Краш на Кордуну, Владо Јанић на Банији, Карло Мразовић у Хрватском загору и Међумурју, Павле Грегорић у Славонији и Подравини. Тако су у свим областима ангажовани најодговорнији партијски кадрови да непосредно руководе устанком, а када су формирани војни штабови и јединице, они су, углавном, постављени за команданте или политичке комесаре оперативних зона, бригада, дивизија и корпуса НОВЈ.
Главни штаб Хрватске налазио се на слободној територији Кордуна, Баније и Лике и тамо непосредно учествовао у развоју НОБ-а. Од доласка Врховног штаба, у Босанску крајину у другој половини 1942. године, ЦК КПЈ и Главни штаб Хрватске су све до краја рата руководили оперативним јединицама. До јесени 1942. године Главни штаб Хрватске остао је без водећих руководећих кадрова, као што су Раде Кончар, Марко Орешковић, Јосип Краш, Павле Пап Шиља и други.

### Формирање оперативних зона
Од од друге половине марта 1942. године на територији Хрватске образовано је пет оперативних зона.
- Штаб Прве оперативне зоне формиран је за руковођење партизанским јединицама у Лици, Банији и Кордуну и постојао је од јануара до новембра 1942. године када су његове функције пренете на Штаб Првог хрватског корпуса НОВЈ.
- Штаб Друге (загребачке) оперативне зоне обједињавао је дејства свих јединица на подручју Покупља, Жумберка, Калника, Мославине и Хрватског загорја, функционисао је у времену од марта 1942. до јануара 1944. године, када су његове функције пренете на Штаб Десетог (загребачког) корпуса НОВЈ.
- Штаб Треће оперативне зоне обухватао је подручје Славоније и Срема, који је, по наређењу Врховног штаба, у оперативном погледу привремено био под командом Главног штаба Хрватске. Штаб зоне је функционисао од маја 1942. до јуна 1943. године, када је формиран Штаб Другог корпуса у Славонији и Главни штаб Војводине коме је припао Срем.
- Штаб Четврте оперативне зоне постојао је од 11. јула 1942. до 13. фебруара 1943. године када је преименован у Штаб Девете (далматинске) дивизије НОВЈ. Овај штаб је поново обновљен у току Четврте и Пете непријатељске офанзиве као Оперативни штаб за Далмацију (Далмација (до Неретве) и Ливно),[2] а потом као Штаб Четврте оперативне зоне све док није дефинитивно престао да постоји 5. октобра 1943. године, када је све његове функције преузео Осми корпус НОВЈ.
- Штаб Пете оперативне зоне, обухватао је Горски котар, Хрватско приморје, а касније и Истру.[2] У Хрватској је прихваћен предлог Главног штаба, па је маја 1942. године образован Штаб Пете оперативне зоне за подручје Горског Котара и Хрватског приморја, који је престао да постоји када је јуна 1943. године формиран Штаб Групе приморско-горанских НОП одреда. Мада у директиви Врховног штаба није било предвиђено формирање Пете оперативне зоне прихваћен је предлог Главног штаба Хрватске о његовом формирању.

Непосредно после капитулације Италије, септембра 1943. године, формиран је Оперативни штаб за Истру, што је било у складу са захтевима становништва, ове области, за прикључење Југославији, о чему је на Првом заседању ЗАВНОХ-а и Другом заседању АВНОЈ-а дефинитивно и одлучено. Августа 1944. године у Истри је формирана 43. истарска дивизија НОВЈ, па је њен Штаб преузео улогу Оперативног штаба.
Од половине 1943. године Главни штаб Хрватске, поред командног дела штаба, имао је и два одељења — Прво одељење, које је обухватало рад оперативног, обеваштајног, политичко-обавештајног, инжињериског и артиљеријског одсека и Друго одељење, које је имало одсеке: за војне власти у позадини, позадински, судски, санитетски, технички и интендантски.

## Командни састав Главног штаба
- Команданти Главног штаба:
  - Иван Рукавина — од формирања до 1943.
  - Коста Нађ — током 1943.
  - Иван Гошњак — од 1943. до краја рата
- Политички комесари Главног штаба:
  - Марко Орешковић[в] — током октобра 1941.
  - Фрањо Огулинац Сељо — вршилац дужности од октобра до децембра 1941.
  - Владимир Бакарић — од децембра 1941. до новембра 1943.
  - Раде Жигић — од новембра 1943. до краја рата